# Tony Hawk's Pro Skater 5
Tony Hawk's Pro Skater 5 ou THPS5 est un jeu vidéo de skateboard de la série Tony Hawk's, développé par Robomodo et Disruptive Games, et édité par Activision. C'est le dixième jeu de la série qui fait suite à Pro Skater 4 en 2003 et le premier jeu important dans la série des Tony Hawk's depuis Proving Ground en 2007. Le jeu est sorti en septembre 2015 sur PlayStation 4 et Xbox One, puis en novembre 2015 sur PlayStation 3 et Xbox 360.

## Système de jeu
Comme pour les précédents épisodes de la série, Tony Hawk's Pro Skater 5 propose une liste de skaters professionnels jouables, la possibilité de créer un skater personnalisé, un éditeur de skatepark (option qui n'avait pas été présente depuis American Wasteland en 2005, les joueurs peuvent partager leurs créations en ligne). Les niveaux, recréations en 3D de lieux existant comme pour les précédents opus de la série, comportent de multiples missions et objectifs, obstacles et gaps que le joueur devra découvrir et réussir dans un mode solo hors-ligne ou en ligne en multijoueur. C'est la première fois dans la série qu'un jeu propose un système de jeu coopératif multijoueur, permettant à n'importe quel joueur de la planète de remplir une mission ou un objectif. Un système de progression des capacités des skaters, qui permet de faire progresser les personnages tout au long du jeu, aussi bien hors ligne qu'en ligne, est également présent. Le niveau des personnages est transposé du mode solo vers le mode multijoueur et vice-versa, grâce à un système équivalent à celui utilisé pour WipEout 2048,,.

## Développement
Le 7 novembre 2014, Tony Hawk a confirmé qu'un nouvel épisode de la série principale Pro Skater était en préparation pour console. Par la suite, des nouvelles ont été confirmées lors la présence de Tony Hawk à la conférence de Sony lors du CES en janvier 2015, où le skater a déclaré que la sortie du jeu s’effectuerait plus tard qu'il ne le pensait mais en tout cas avant la fin de l'année 2015 sur PlayStation 4. Depuis, des détails concernant le jeu ont été dévoilés au public. Chef Joe Youkhan a mis en ligne une photo qui montre le logo de THPS5 (en arrière-plan).
Le 5 mai 2015, GameInformer publie un article qui dévoile que THPS5 est le titre du prochain jeu, permettant de le placer dans l'univers de la série. Le jeu est annoncé comme mélangeant les mécaniques old school de la série et des nouvelles fonctionnalités comme des power-up ou des projectiles,.
Le jeu bénéficie d'une nouvelle série de niveaux qu'il est possible de terminer seul ou en coopération en ligne avec des amis. Les joueurs peuvent faire progresser leurs personnages pour le jeu hors-ligne, mais aussi le jeu en ligne, et également créer des skateparks qu'ils peuvent partager en ligne avec les joueurs du monde entier. Le jeu propose plusieurs skaters professionnels, notamment Tony Hawk, qui fait son retour en tant que skater principal, au milieu de nouveau skater, ainsi que certains déjà vu dans la série,.
Le jeu est disponible dans un premier temps sur PlayStation 4 et Xbox One le 29 septembre 2015, puis sur PlayStation 3 et Xbox 360 le 10 novembre 2015.
Un patch est proposé le jour de la sortie du jeu. Celui-ci pèse 7,7 gigaoctets, soit plus que le jeu de base qui n'en fait que 4,6, et modifie notamment les graphismes du jeu en cel-shading,.

## Bande son
La bande-son est composée de 32 chansons.
- Anti-Flag – Stars and Stripes
- Atmosphere – Southsiders
- Black Pistol Fire – Hipster Shakes
- Bully – Milkman
- Cloud Nothings – I'm Not Part of Me
- Cold Cave – A Little Death to Laugh
- Connie Price and the Keystones – International Hustler
- Crass Mammoth – All 149
- Deaf Poets – Degenerate Mind
- Death – Keep on Knocking
- Death From Above 1979 – Virgins
- Deer Mother – When the Wolves Come Out
- Doomtree – Mini Brute
- Fake P – Rorschach
- Family Force 5 – Raised By Wolves
- Four Year Strong – Go Down In History
- Harlan – Moment To Myself
- Hundred Visions – Our Ritual
- Hungry Hands – Highline
- Icon for Hire – Cynics and Critics
- Killer Be Killed – Wings of Feather and Wax
- New Politics – Everywhere I Go
- Plague Vender – Black Sap Scriptures
- Ratatat – Cream on Chrome
- Rattblack – Skate Rock
- Royal Blood – Little Monster
- State Champs – Secrets
- Temples – Shelter Song
- The Orwells – Who Needs You
- The Schitzophonics – Rat Trap
- The Sheds – Bad Things Are Bad
- Yogi et Skrillex – Burial